# Andrzej Grasset de Saint-Sauveur
Andrzej Grasset de Saint-Sauveur (ur. 5 kwietnia 1758 w Montrealu, zm. 2 września 1792 w opactwie Saint-Germain-des-Prés na terenie dzisiejszego Paryża) – błogosławiony Kościoła katolickiego.

## Życiorys
Był kapłanem. Został zamordowany podczas rewolucji francuskiej. Papież Pius XI beatyfikował go w dniu 17 października 1926 roku w grupie 191 męczenników z Paryża.
Jego bratem był pisarz i dyplomata Jacques Grasset de Saint-Sauveur.